# Кірхдорф-ім-Вальд
Кірхдорф-ім-Вальд (нім. Kirchdorf im Wald) — громада в Німеччині, розташована в землі Баварія. Підпорядковується адміністративному округу Нижня Баварія. Входить до складу району Реген.
Площа — 30,5 км2. Населення становить 2094 ос. (станом на 31 грудня 2020).